# Croton bisserratus
Espèce
Classification APG III (2009)
Croton biserratus est une espèce de plantes à fleurs du genre Croton et de la famille des Euphorbiaceae, présente au Mexique (Veracruz).